# James Madison Leach

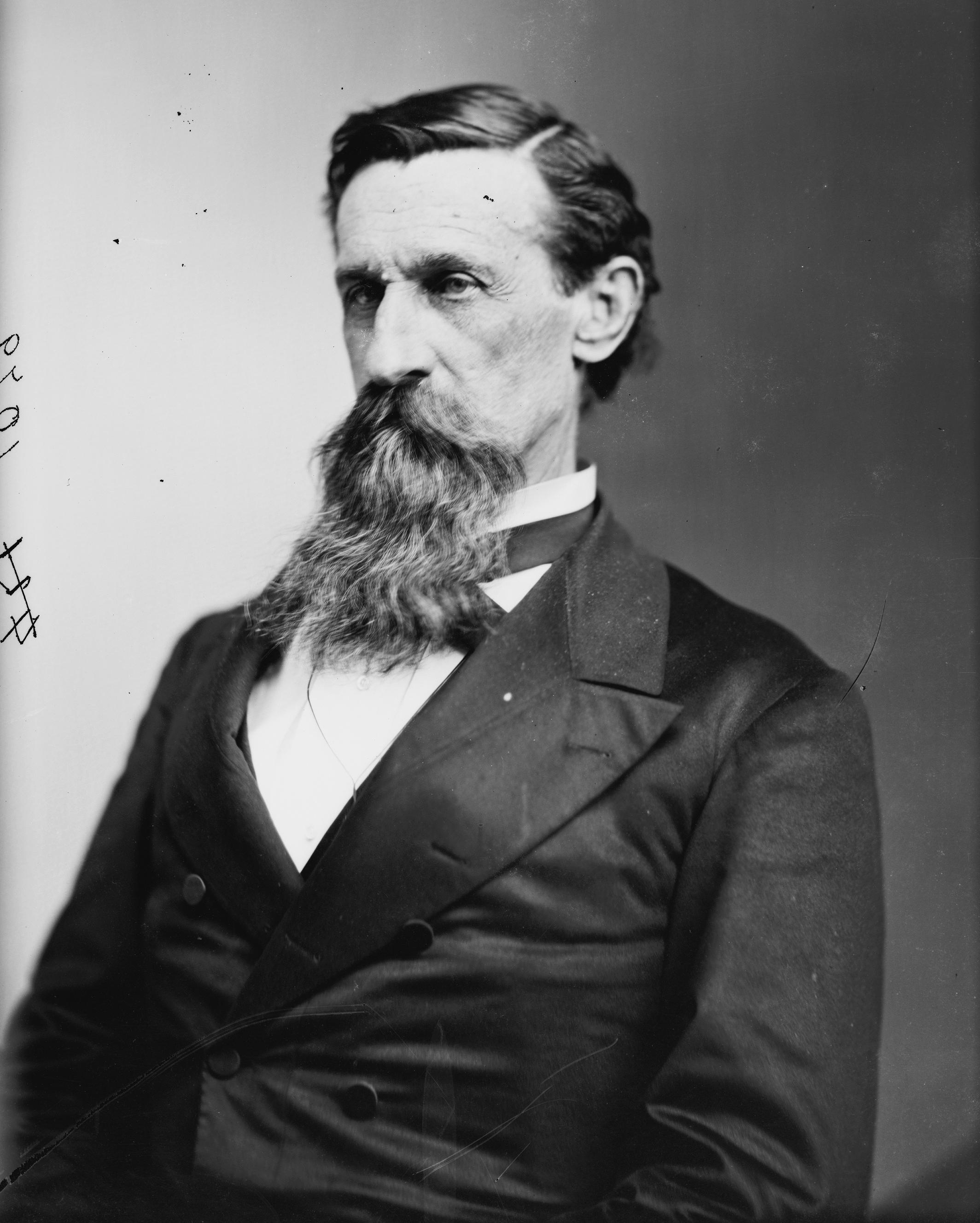
James Madison Leach

James Madison Leach (* 17. Januar 1815 im Randolph County, North Carolina; † 1. Juni 1891 in Lexington, North Carolina) war ein US-amerikanischer Politiker. Zwischen 1859 und 1861 sowie nochmals von 1871 bis 1875 vertrat er den Bundesstaat North Carolina im US-Repräsentantenhaus.

## Werdegang
James Leach besuchte die öffentlichen Schulen seiner Heimat und danach das Caldwell Institute in Greensboro. Anschließend absolvierte er bis 1838 die US-Militärakademie in West Point. Nach einem Jurastudium und seiner 1842 erfolgten Zulassung als Rechtsanwalt begann er in Lexington in diesem Beruf zu arbeiten. Gleichzeitig schlug er als Mitglied der American Party eine politische Laufbahn ein. Zwischen 1848 und 1858 war Leach Abgeordneter im Repräsentantenhaus von North Carolina.
Bei den Kongresswahlen des Jahres 1858 wurde er dann als Kandidat der Opposition Party im sechsten Wahlbezirk von North Carolina in das US-Repräsentantenhaus in Washington, D.C. gewählt, wo er am 4. März 1859 die Nachfolge von Alfred Moore Scales antrat. Bis zum 3. März 1861 konnte er eine Legislaturperiode im Kongress absolvieren. Nach dem Austritt North Carolinas aus der Union wurde dieser Staat bis zur Wiederaufnahme im Jahr 1868 nicht mehr im Kongress vertreten. Während des Bürgerkrieges diente Leach als Offizier im Heer der Konföderation. Dort brachte er es bis zum Oberstleutnant. In den Jahren 1864 und 1865 war er auch Abgeordneter im Kongress der Konföderierten Staaten.
In den Jahren 1865, 1866 und 1879 saß Leach im Senat von North Carolina. Inzwischen hatte er sich der Demokratischen Partei angeschlossen. Bei den Wahlen des Jahres 1870 wurde er im fünften Distrikt seines Staates erneut in den US-Kongress gewählt, wo er am 4. März 1871 die Nachfolge von Israel G. Lash antrat. Nach einer Wiederwahl konnte er bis zum 3. März 1875 zwei weitere Legislaturperioden im Repräsentantenhaus verbringen. Im Jahr 1874 verzichtete er auf eine weitere Kandidatur.
Nach seinem Ausscheiden aus dem Kongress hat James Leach kein weiteres politisches Amt mehr bekleidet. Er starb am 1. Juni 1891 in Lexington.